# 馬進修
馬進修（?—?），陝西省綏德直隸州人，清朝政治人物、同進士出身。
光绪二十三年（1897年）丁酉科鄉試第一名解元。光緒二十九年（1903年），参加光緒癸卯科殿試，登進士三甲第110名。同年閏五月，著交吏部掣签分发各省，以知县即用。光緒三十四年（1908年）十月官湖北蒲圻縣知縣。